# Джаник
Джаник (тур. Canik) — муниципалитет в Турции. Один из четырех муниципалитетов, объединённых под патронажем Самсунского муниципалитета в 2009 г.

## Географическое положение
Расположен на севере Турции, на берегу Чёрного моря. Входит в состав г. Самсун, расположен восточнее от центра города. На севере — Чёрное море, на Юге — Лазистанские горы. Широта города составляет 41,2867 (41°17’12.120"N), а долгота — 36,3300 (36°19’48.000"E).

## История
До 2009 г. — маленький город.
Название, видимо, происходит от названия грузинских племен чаны (лазы) — груз. ჭანი. В турецких источниках впервые упоминается в «Данышменд-наме», как грузинская крепость.

## Образование
В городе есть университет — Canik Başarı Üniversitesi